# Judäo-Hamadani
Judäo-Hamadani ist ein zentraliranischer Dialekt, der von den Juden in der iranischen Stadt Hamadan gesprochen wird. Es wird die hebräische Schrift verwendet. In dem Dialekt sind noch viele altiranische Wörter vorhanden, die im modernen Persisch oder Kurdisch durch arabische Lehnwörter ersetzt wurden. Dafür gibt es einige hebräische Lehnwörter.

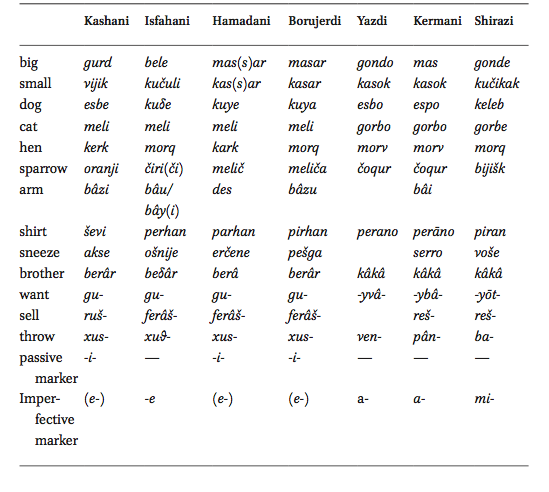
Vergleich jüdisch-iranischer Dialekte

Wegen der starken Auswanderung in andere Staaten und die Annahme der Persischen Sprache als Muttersprache ist dieser Dialekt stark vom Aussterben bedroht.